# Fritz Schaudinn
Fritz Schaudinn est un zoologiste prussien, né le 19 septembre 1871 à Röseningken (de), arrondissement de Darkehmen (de) en province de Prusse et mort le 22 juillet 1906.

## Biographie
Diplômé de zoologie à l’université Friedrich Whilhelm de Berlin, il découvre avec Erich Hoffmann (1868-1959) en 1905 l’agent pathogène responsable de la syphilis, Spirochaeta pallida (aussi connu sous le nom de Treponema pallidum). Il s’intéresse également à l’amibe responsable de la dysenterie et à l’agent pathogène de la maladie du sommeil. Il travaille également à la confirmation des travaux de Sir Ronald Ross (1857-1932) et de Giovanni Battista Grassi (1854-1925) sur la transmission du paludisme. Il démontre que le parasite cause de l'ankylostomiase se transmet par la peau des pieds.
Schaudinn est l’auteur de publications importantes en zoologie et contribue au développement de l’étude des protozoaires de façon expérimentale. Il meurt à 35 ans, alors qu’il revenait d’un colloque scientifique international à Lisbonne, des suites d’une opération faite en urgence à cause d’un abcès gastro-intestinal dû à une amibe, qu’il avait probablement volontairement attrapée durant ses études sur elle. Sa mémoire est commémorée par un prix médical annuel portant son nom.